# Rosnay (Vendeia)
Rosnay é uma comuna francesa na região administrativa da Pays de la Loire, no departamento de Vendéia. Estende-se por uma área de 14,11 km². Em 2010 a comuna tinha 656 habitantes (densidade: 46,5 hab./km²).